# Ahmed Makrouh
Pour les articles homonymes, voir Baba.
 (février 2009).
Si vous disposez d'ouvrages ou d'articles de référence ou si vous connaissez des sites web de qualité traitant du thème abordé ici, merci de compléter l'article en donnant les références utiles à sa vérifiabilité et en les liant à la section « Notes et références ».
Ahmed Makrouh, connu sous le nom de Baba, est un footballeur marocain, né le 17 septembre 1953 à El Jadida. 
Il a marqué le but égalisateur lors de la finale de la Coupe d'Afrique des nations de football 1976, offrant ainsi le seul titre continental à l'Équipe du Maroc de football.

## En Sélection Nationale du Maroc
1. 31/10/1973 Algérie - Maroc Alger 2 - 0 Amical
2. 25/11/1973 Maroc - Zambie Tetouan 2 - 0 Elim. CM 1974
3. 09/12/1973 Zaire - Maroc Kinshasa 3 - 0 Elim. CM 1974
4. 22/02/1974 Irak - Maroc Baghdad 0 - 0 Amical
5. 25/02/1974 Kuwait - Maroc Kuwait 0 - 2 Amical
6. 01/03/1974 A.Saoudite - Maroc  Riyad 0 - 0 Amical
7. 26/09/1974 Jordanie - Maroc Damas 1 - 2 Tournoi Kuneitra
8. 28/09/1974 Égypte - Maroc Damas 2 - 4 Tournoi Kuneitra / 1 but
9. 01/10/1974 Tunisie - Maroc Damas 1 - 3 Tournoi Kuneitra
10. 06/10/1974 Soudan - Maroc Damas 0 - 2 Tournoi Kuneitra
11. 24/11/1974 Maroc - Gambie Casablanca 3 - 0 Elim. CAN 1976
12. 07/12/1974 Gambie - Maroc Banjul 0 - 3 Elim. CAN 1976
13. 02/03/1975 Casablanca Maroc vs Tunisie 0 - 0 Amical
14. 22/03/1975 Maroc - Sénégal Fès 4 - 0 Elim. CAN 1976
15. 13/04/1975 Sénégal - Maroc Kaolack 2 - 1 Elim. CAN 1976
16. 26/10/1975 Ghana - Maroc Kuamsi 2 - 0 Elim. CAN 1976
17. 01/03/1976 Maroc - Soudan Dire Dawa 2 - 2 CAN 1976
18. 04/03/1976 Zaire - Soudan Dire Dawa 0 - 1 CAN 1976
19. 06/03/1976 Nigeria - Maroc Dire Dawa 1 - 3 CAN 1976
20. 09/03/1976 Égypte - Maroc Addis Abeba 1 - 2 2°Tour CAN 1976
21. 11/03/1976 Nigeria - Maroc Addis Abeba 1 - 2 2°Tour CAN 1976
22. 14/03/1976 Guinée - Maroc Addis Abeba 1 - 1 CAN 1976 / 1 but
23. 18/10/1976 Syrie - Maroc Damas 0 - 0 Jeux Panarabes 1976
24. 09/01/1977 Tunisie - Maroc Tunis 1 - 1 (4 - 2) Elim. CM 1978
25. 05/02/1977 Gabon - Maroc Libreville 0 - 1 Amical
26. 09/12/1977 Irak - Maroc Baghdad 3 - 0 Amical
27. 09/03/1978 Maroc - Congo Kumasi 1 - 0 CAN 1978
28. 11/03/1978 Maroc - Ouganda Kumasi 0 - 3 CAN 1978
29. 24/06/1979 Maroc - Togo Mohammedia 7 - 0 Elim. CAN 1980

## Les matchs olympiques
1. 23/02/1975 Casablanca Maroc v Libye 2 - 1 Elim. JO 1976
2. 14/03/1975 : Benghazi Libye v Maroc 0 - 1 Elim. JO 1976
3. 30/11/1975 : Tunis Tunisie v Maroc 0 - 1 Elim. JO 1976
4. 14/12/1975 Casablanca Maroc v Tunisie 1 - 0 Elim. JO 1976
5. 18/04/1976 : Tanger Maroc v Nigeria 1 - 0 Elim. JO 1976